# Нікі Біллі Нільсен
Нікі Біллі Нільсен (дан. Nicki Bille Nielsen, нар. 7 лютого 1988, Вігерслев) — данський футболіст, нападник клубу «Лех».
Виступав, зокрема, за клуби «Нордшелланд» та «Вільярреал», а також національну збірну Данії.

## Клубна кар'єра
Свою футбольну кар'єру на дорослому рівні Нільсен почав з клубом другого за рівнем данської дивізіону «Фрем». 31 липня 2005 року він дебютував в офіційних матчах в матчі проти «Фремад Амагер». Біллі зіграв 35 матчів за «Фрем» в сезоні 2005/06 і забив 3 голи.
У вересні 2006 року він переїхав за кордон, грати за італійський клуб «Реджина» в Серії А під керуванням Вальтера Мацаррі. Нільсен відзначився забитим м'ячем вже в дебютному поєдинку в рамках Кубку Італії 8 листопада. У Серії А 2006/07 данець зіграв сім матчів. Також гравець входив до складу «прімавери» «Реджини». У 2007 році в команді змінився тренер, новим керманичем став Массімо Фіккаденті, і Нільсену стало ще складніше пробитися до складу. Внаслідок цього гравець відправився грати на правах оренди в клуби Серії С1 «Мартіна-Франка» та «Луккезе-Лібертас». Обидва ці клуби незабаром збанкрутували, і Біллі не отримав зарплату. У підсумку, відмовившись від фінансових претензій, футболіст розірвав угоду з «Реджиною» за рік до його закінчення і повернувся в Данію.
У серпні 2008 року Нільсен приєднався до «Нордшелланда» і незабаром підписав з ним контракт. За два роки у клубі він провів 58 матчів і забив 18 м'ячів та був частиною команди, яка виграла Кубок Данії 2010 року.
31 серпня 2010 року данський футболіст перейшов в «Вільярреал». Один сезон він грав за дубль, а потім був відданий в оренду «Ельче» і, пізніше, «Райо Вальєкано».
На початку 2013 року був куплений норвезьким «Русенборгом», з яким підписав чотирирічну угоду. Вже в третьому матчі за новий клуб, проти «Сонгдала», Нільсен відзначився забитим м'ячем. Але запам'ятався Нікі не своєю грою, а тим, що прямо під час матчу примудрився пофліртувати з певною місцевою співачкою Туне Дамлі, фанаткою «Сонгдала». У матчі проти клубу «Саннес Ульф» Біллі отримав червону картку, знову опинившись на вустах у всієї Норвегії. В кінці гри Нікі намагався поборотися за м'яч у штрафному майданчику суперника, проте йому завадив голкіпер, який, лежачи на газоні, схопив футболіста за ногу. Рефері не побачив цей епізод і не покарав воротаря. На що Нільсен дуже розлютився. Він з усієї сили кинув м'яч, потім почав кричати, а в підсумку розірвав на собі футболку, за що і отримав другу жовту картку.
У 2014 році «Русенборг» продав Нільсена за нерозкриту суму у французькому клубу «Евіан», де данець провів лише один сезон, за результатами якого його клуб зайняв 18 місце і вилетів з Ліги 1.
1 липня 2015 року він підписав трирічний контракт з «Есб'єргом». Він дебютував за клуб 20 липня 2015 року, відігравши 90 хвилин в матчі з «Ольборгом», але основним гравцем не став і, зігравши за півроку 19 ігор і забивши п'ять м'ячів, покинув команду.
До складу польського «Леха» приєднався 27 січня 2016 року, підписавши контракт на 2,5 роки. В першому ж році виграв з командою Суперкубок Польщі. Станом на 20 лютого 2017 відіграв за команду з Познані 28 матчів в національному чемпіонаті.

## Виступи за збірні
2005 року дебютував у складі юнацької збірної Данії, взяв участь у 13 іграх на юнацькому рівні, відзначившись 3 забитими голами.
Протягом 2006—2011 років залучався до складу молодіжної збірної Данії. У її складі з п'ятьма голами став найкращим бомбардиром Турніру в Тулоні 2010 року. Всього на молодіжному рівні зіграв у 30 офіційних матчах, забив 17 голів.
14 серпня 2013 року дебютував в офіційних матчах у складі національної збірної Данії в товариській грі проти збірної Польщі (2:3). Всього того року за збірну провів три матчі, забивши в останньому з них 15 жовтня у ворота Мальти (6:0), після чого за збірну більше не грав.
| Дата       | Місто      | Господарі | Результат | Гості  | Турнір            | Голи | Примітки |
| ---------- | ---------- | --------- | --------- | ------ | ----------------- | ---- | -------- |
| 14/08/2013 | Гданськ    | Польща    | 3 – 2     | Данія  | товариський матч  | -    |          |
| 10/09/2013 | Єреван     | Вірменія  | 0 – 1     | Данія  | Відбір до ЧС 2014 | -    |          |
| 15/10/2013 | Копенгаген | Данія     | 6 – 0     | Мальта | Відбір до ЧС 2014 | 1    |          |
| Усього     |            | Матчів    | 3         |        | Голів             | 1    |          |

## Титули і досягнення
- Володар Кубка Данії (1):

«Норшелланн»: 2009/10
- Володар Суперкубка Польщі (1):

«Лех»: 2016